# Zielebach
Zielebach est une commune suisse du canton de Berne, située dans l'arrondissement administratif de l'Emmental. Au 31 décembre 2019, elle compte 319 habitants.

## Histoire
Zielebach fait partie de la seigneurie, puis du bailliage d'Aarwangen jusqu'en 1514, puis finalement du bailliage de Landshut jusqu'en 1798.